# Raúl Di Blasio
Raúl Di Blasio (* 14. November 1949 in Zapala) ist ein argentinischer Pianist.

## Karriere
Di Blasio begann seine musikalische Ausbildung im Alter von sechs Jahren und befasste sich zunächst mit lateinamerikanischer Musik wie Tango und Bossa Nova. Unter dem Eindruck der Beatles gründete er eine eigene Rockgruppe, Los Dibólicos, die bis 1973 mit einigem Erfolg in Argentinien aktiv war. Von 1978 bis 1983 war er Pianist in einem Hotel in Viña del Mar.
Danach widmete er sich einer Laufbahn als Klaviersolist. Er veröffentlichte mehrere LPs bei EMI-Chile und ging 1987 nach Miami. Dort erschien 1993 bei BMG das Album El Piano de América. Dessen 1994 erschienenes Sequel erreichte eine Auflage von mehr als einer Million Exemplaren. Weitere Alben waren u. a. Solo (1997), Desde Mexico (1998), Christmas (1999), De mis Manos (2000), Di Blasio - Gardel Tangos (2002) und Primavera (2008).

## Diskografie (Auswahl)

### Alben
| Jahr | Titel                                          | Höchstplatzierung, Gesamtwochen, AuszeichnungChartsChartplatzierungen (Jahr, Titel, Platzierungen, Wochen, Auszeichnungen, Anmerkungen) | Anmerkungen                         |
| Jahr | Titel                                          | Latin | Anmerkungen                         |
| ---- | ---------------------------------------------- | --- | ----------------------------------- |
| 1991 | Barroco                                        | Latin46 Platin · (3 Wo.)Latin | Charteinstieg in US-Latin erst 1993 |
| 1993 | En Tiempo De Amor                              | Latin20 Platin · (21 Wo.)Latin |                                     |
| 1994 | Piano De America 2                             | Latin3 ×2Doppelplatin · (50 Wo.)Latin                                                                                                   |                                     |
| 1995 | Greatest Hits                                  | Latin18 (9 Wo.)Latin |                                     |
| 1995 | Latino                                         | Latin16 Platin · (24 Wo.)Latin |                                     |
| 1996 | Grandes Exitos                                 | Latin24 (7 Wo.)Latin |                                     |
| 1997 | Solo                                           | Latin16 (16 Wo.)Latin |                                     |
| 1998 | Desde Mexico                                   | Latin12 Platin · (20 Wo.)Latin |                                     |
| 1999 | Christmas                                      | Latin45 (1 Wo.)Latin |                                     |
| 2000 | De Mis Manos                                   | Latin39 (3 Wo.)Latin |                                     |
| 2002 | Gardel Di Blasio                               | Latin55 (4 Wo.)Latin |                                     |
| 2006 | La Historia Del Piano De America... Los Exitos | Latin50 (4 Wo.)Latin |                                     |

grau schraffiert: keine Chartdaten aus diesem Jahr verfügbar
Weitere Alben
- 1979: En Cazados Club
- 1983: Sur De America
- 1985: Canta Piano
- 1989: El Piano De America
- 1991: Alrededor Del Mundo
- 2000: Brasileirinho
- 2002: Tango
- 2008: Primavera
- 2012: Mis Favoritas

### Singles
| Jahr | Titel Album               | Höchstplatzierung, Gesamtwochen, AuszeichnungChartsChartplatzierungen (Jahr, Titel, Album, Platzierungen, Wochen, Auszeichnungen, Anmerkungen) | Anmerkungen      |
| Jahr | Titel Album               | Latin | Anmerkungen      |
| ---- | ------------------------- | --- | ---------------- |
| 1990 | Piano El Piano De America | Latin18 (8 Wo.)Latin |                  |
| 1991 | Barroco                   | Latin21 (9 Wo.)Latin |                  |
| 1994 | Haste Que Te Conoci       | Latin36 (2 Wo.)Latin |                  |
| 1998 | Querida Desde Mexico      | Latin10 (8 Wo.)Latin | mit Juan Gabriel |